# Бродец (Ровненская область)
Бродец (укр. Бродець) — село в Высоцкой сельской общине Сарненского района Ровненской области Украины.
До 2020 года входило в Дубровицкий район.
Население по переписи 2001 года составляло 264 человека. Почтовый индекс — 34126. Телефонный код — 3658. Код КОАТУУ — 5621888702.